# Rafał Murawski
Rafał Murawski (Malbork, Polonia, 9 de octubre de 1981) es un exfutbolista polaco que jugaba como centrocampista y su último equipo fue el Pogoń Szczecin.

## Biografía
Murawski jugó en equipos juveniles de su ciudad natal antes de firmar un contrato profesional con el Arka Gdynia, equipo que militaba por aquel entonces en Segunda división. En la temporada 2004-05 ayudó a su equipo, jugando la primera mitad del campeonato, a ascender a la Ekstraklasa.
En enero de 2005 se marchó a jugar al Amica Wronki. En este equipo se convirtió en titular indiscutible. En 2006 su equipo se fusionó con el Lech Poznań, donde pasaría varias temporadas para marcharse al FC Rubín Kazán ruso, regresando al año siguiente de vuelta al Lech. En 2014 se hizo oficial su traspaso al Pogoń Szczecin.

### Selección nacional
Fue internacional con la selección de fútbol de Polonia en 48 ocasiones. Su debut como internacional se produjo el 15 de noviembre de 2006 en un partido contra Bélgica. Anotó su primer tanto con la camiseta nacional el 21 de noviembre de 2007 contra Serbia.
Fue convocado para participar en la Eurocopa de Austria y Suiza de 2008, donde jugó como titular contra Croacia y saltó al campo 10 minutos contra Austria.

### Participaciones en Eurocopas
| Eurocopa      | Sede              | Resultado    |
| ------------- | ----------------- | ------------ |
| Eurocopa 2008 | Austria y Suiza   | Primera fase |
| Eurocopa 2012 | Polonia y Ucrania | Primera fase |

## Clubes
| Club           | País    | Año       |
| -------------- | ------- | --------- |
| Gedania Gdańsk | Polonia | 1999      |
| Arka Gdynia    | Polonia | 2000-2004 |
| Amica Wronki   | Polonia | 2005-2006 |
| Lech Poznań    | Polonia | 2006-2009 |
| Rubín Kazán    | Rusia   | 2009-2010 |
| Lech Poznań    | Polonia | 2011-2014 |
| Pogoń Szczecin | Polonia | 2014-2018 |

## Palmarés

### Títulos nacionales
| Título                | Club        | País    | Año     |
| --------------------- | ----------- | ------- | ------- |
| Copa de Polonia       | Lech Poznań | Polonia | 2008-09 |
| Liga Premier de Rusia | Rubín Kazán | Rusia   | 2009    |
| Supercopa de Rusia    | Rubín Kazán | Rusia   | 2010    |